# アハローニーム
アハローニーム、アハロニーム （ヘブライ語：acharonim, 単数形；acharon アハローン）
アハローンは「後の」の意味。16世紀半ば以降のハラーハーのラビ達を指す。
「リショーニーム」という古いラビ達の権威的なものに対し、その後の時代のラビとその信頼性をさす言葉。

## 関連
- ラビ
- ハザル
- ラビ文学 Rabbinic literature
- ハラーハー、ハラハー
- Eras of history important in Jewish law
- ユダヤ教史関連人物の一覧 List of rabbis（ラビの一覧）
- リショーニーム（リショニーム） Rishonim

## 有名なアハローニームの一覧
- アイザック・アベンダナ Isaac Abendana - 17世紀のイングランドのセファルディム系の学者
- ヤコブ・アベンダナ Jacob Abendana - 17世紀のイングランドのセファルディム系の学者
- ベツァレール・アシュケナジー Bezalel Ashkenazi, ( Shittah Mekubetzet) - 16世紀のタルムーディスト
- ヤイール・バッハラッハ Yair Bacharach, (Havvot Yair) - 17世紀のドイツのタルムーディスト
- ヒレル・ベン・ナフタリ・ツビ Hillel ben Naphtali Zevi, (Bet Hillel) - 17世紀のリトアニアの学者
- モーシェ・イッセルレス Moshe Isserles, （イセレス、レマ Rema） - 16世紀のポーランドのトーラー学者（legal scholar）、シュルハン・アルーフの註解書であるハン＝マッパー hamMappah の作者
- ヨセフ・カロ Yosef Karo, (Mechaber) 16世紀のスペイン出身のイスラエルの地の学者、トーラーの体系化であるシュルハン・アルーフを作成した
- イツハク・ルリア Isaac Luria, (Ari) - 16世紀のイスラエルの地の神秘主義者で、ルリアニック・カバラ創始者
- ユダ・レーヴ Judah Low ben Bezalel, (Maharal), 16世紀のタルムーディスト・神秘主義者
- オバディア・ベン・ヤコブ・スフォルノ Obadiah ben Jacob Sforno, (Sforno) - 16世紀のイタリアの学者で合理主義（主知主義、理性論 rationalist）者
- ベルティノーロのオバディア・ベン・アブラハム Obadiah ben Abraham of Bertinoro, (Bartenura) - 15世紀のミシュナー註解者
- スフォルノ家 Sforno 15-17世紀のイタリアの学者の一族
- エリヤ・ベン・ソロモン Elijah ben Solomon, （グラー Gra, ヴィルナのガオン Vilna Gaon） - 18世紀のヴィルノのタルムーディストで神秘主義者、ハシディズムの反対者であるミスナグディーム指導者
- ヤーコプ・エムデン Jacob Emden - 18世紀のドイツのタルムーディスト・神秘主義者
- モーシェ・ハイム・ルッツァット Moshe Chaim Luzzatto, (Ramchal) - 18世紀のイタリアの哲学者・モラリスト・神秘主義者
- ナフタリ・ツヴィ・イェフダ・ベルリン Naftali Zvi Yehuda Berlin, (Netziv ; Ha'emek Davar) 19世紀のリトアニア（ミンスク地方）のヴォロジン（Volozhin）・イェシーバー長
- イェヒエル・ミヘル・エプシュタイン Yechiel Michel Epstein, (Aruch ha-Shulchan) - 19・20世紀のハラーヒスト、ポスキーム
- ザムゾン・ラーファエル・ヒルシュ Samson Raphael Hirsch - 19世紀のドイツの新正統派のラビ。集団としてのユダヤ人、「主の道と共にあるトーラー Torah im Derech Eretz」運動
- メイール・レーブ・ベン・イェヒエル・ミハエル（マルビーム） Malbim, Meir Lob ben Jehiel Michael, (The Malbim) - 19世紀のロシアのマッギード（preacher）・学者
- イスラエル・リプキン＝サランテル Yisrael Lipkin Salanter - 19世紀のリトアニアの倫理学者・モラリストで、ムーサール運動を開始
- モーゼス・ゾーファー Moses Sofer, (Chatam Sofer) 19世紀のドイツのラビ・宗教学者
- エリヤフ・エリエゼル・デスラー Eliyahu Eliezer Dessler, (Michtav Me'Eliyahu) 20世紀の宗教哲学者で倫理学者
- バルーフ・エプシュタイン Baruch Epstein, (Torah Temimah), 20世紀のリトアニアのトーラー註解者（Torah commentator）
- モーシェ・モルデカイ・エプシュタイン Moshe Mordechai Epstein, ( Levush Mordechai) - 20世紀のタルムーディストで、スラボトカのイェシーバー（Slabodka Yehiva）長
- ノッソン・ツヴィ・フィンケル Nosson Zvi Finkel, (Alter / Sabba) - 20世紀初期のリトアニア・スラボトカのイェシーバー創設者。門人はアメリカやイスラエルで小さなイェシーバーを開設した
- モーシェ・ファインスタイン Moshe Feinstein, (Igrot Moshe), 20世紀のロシア系アメリカ人のトーラー学者（legal scholar）・タルムーディスト
- イツホク・フトネル Yitzchok Hutner, (Pachad Yitzchok) - 20世紀のアメリカのイェシーバー長
- イスラエル・メイール・カガン Yisrael Meir Kagan, (「ハフェツ・ハイム（ハーフェーツ・ハイイーム、ホフェツ・ハイム）」 Chofetz Chaim) - 20世紀のリトアニアのトーラー学者・モラリスト
- アブラハム・イツハク・クック（クーク） Abraham Isaac Kook - 20世紀の哲学者・神秘主義者、パレスチナの公式な初代アシュケナジム系首席ラビ（それ以前にもエルサレムの首席ラビというのは存在した）
- ドヴィンスクのメイール・シムハ Meir Simcha of Dvinsk, (Ohr Sameiach ; Meshech Chochmah) - リトアニア・ラトビアのタルムーディストで、共同体指導者